# 雲ゆきあやし、雨にならんや
『雲ゆきあやし、雨にならんや』（くもゆきあやし、あめにならんや）とは、坪田亮介による日本のライトノベル。第一回電撃ゲーム小説大賞<銀賞>受賞作品（受賞作のタイトルは『雲ゆきあやし、雨にならんや　～鬼面の宿～』）。その後『臥竜覚醒 電撃ゲーム小説大賞短編小説傑作選』にて「雲ゆきあやし、雨にならんや」に改題して収録され出版された。

## 登場人物
七薙喜十郎
本作の主人公である。雨宿りした家が白音の家だったことから運命の歯車が回る。片腕の剣士。
白音
本作のヒロイン。父白手の娘。村人による父白手の惨殺を目の前で見た。その場に居た上条三規はそっと白音に鬼面を渡し、白音は望み通り鬼面を被って鬼となって復讐の為に村人を惨殺して回った。このため現在白音の家には誰も近寄って来ない。なお、彼女も鬼になれる鬼面を作ることが出来る彫師である。
白手
白音の父。鬼になれる鬼面を作ることが出来る彫師。領主上条三規が領主の命令した「鬼になれる鬼面を彫る」ことを拒否したため、上条三規は見せしめとして村人を１人、また１人と次々殺した。これ以上村人が犠牲になるまいと白手は慌てて鬼面を彫ったが村人の怒りは収まらず、村人たちに両腕を切られた上惨殺された。
葵丸
喜十郎に鬼になれる片腕を渡す陰陽師。女性とみまがうような美貌の持ち主である。人を逆なでする態度、言動を常に取り皮肉そうな笑いを出す。地中から突然浮かび上がって登場する事も出来る。帝に仕え、陰謀を繰り広げる。実は喜十郎を白音がいる村へ導いたのも彼である。
上条三規
白音が住む村の領主

## 評価
「臥竜覚醒 電撃ゲーム小説大賞短編小説傑作選」の解説者は高千穂遙である。「時代小説にチャレンジしたことが評価された」という。「ただし、時代考証、描写に難があることを強く指摘された」とも書かれている。また、「改稿により多くの欠点を克服した」という。